# 홍만길
홍만길(洪萬吉, 1918년 ~ ?)은 대한민국의 조직폭력배로, 김두한의 부하로 있었다. 조직 해산 후 사업으로 생활을 이어나갔으며, 1987년 경향신문에 의해 근황이 확인되어 1987년 이후에 사망한 것으로 보인다.

## 홍만길이 등장한 작품
- 《야인시대》(2002) (배우: 최민서, 정일모)